# Michiel Jansz van Mierevelt
Michiel Jansz van Mierevelt (ou Mierveld or Mireveldt, Delft, 1567 — Delft, 27 de junho de 1641) foi um pintor neerlandês.
O Rijksmuseum em Amsterdã tem a mais rica coleção de trabalhos de Mierevelt, sendo os pricipais os retratos de William, Philip William, Mauricio de Nassau e Frederick Henry de Orange e um do conde palatino Frederick V.